# Polanki (województwo podkarpackie)
Polanki – osada w Polsce położona w województwie podkarpackim, w powiecie leskim, w gminie Solina, nad rzeką Solinką.
Wieś prawa wołoskiego w latach 1551–1600, położona w ziemi sanockiej województwa ruskiego.
W połowie XIX wieku właścicielką posiadłości tabularnej w Polankach była Sabina Krajewska.
W latach 1975–1998 miejscowość położona była w województwie krośnieńskim.
We wsi znajduje się stanica harcerska ZHP Hufca Kraków – Nowa Huta.